# Voting Rights Act de 1965

Le Voting Rights Act of 1965 est l'une des plus importantes lois du Congrès des États-Unis, interdisant les discriminations raciales dans l'exercice du droit de vote,. Le texte a été adopté le 4 août 1965 et signé par le président Lyndon B. Johnson le 6 août suivant, au plus fort du mouvement afro-américain des droits civiques. Le Congrès sous domination démocrate a par la suite déposé cinq amendements à cette loi durant la présidence de Johnson, pour étendre l'influence du texte. Conçu pour renforcer le droit de vote des Afro-Américains garanti depuis les XIVe et XVe amendements de la Constitution, la loi assure ce droit pour les minorités dans tout le pays, et particulièrement dans le South. Selon le département de la Justice des États-Unis, elle est considérée comme la loi civique la plus efficace de l'histoire du pays.
Le texte contient de nombreuses clauses réglementant les procédures électorales. Malgré le XVe amendement, le droit de vote des afro-américains était très sévèrement limité dans le Solid South à la suite de la ségrégation et des lois Jim Crow. Les dispositions générales prévoient des garanties sur le droit de vote à l'échelle nationale. La section 2 est une disposition générale qui interdit à tous les États et gouvernements d'État d'imposer des lois électorales qui entraîneraient une discrimination envers une minorité, qu'elle soit raciale ou linguistique. D'autres dispositions générales proscrivent spécifiquement les tests d'alphabétisation et autres moyens historiquement utilisés pour priver les minorités de leurs droits.
Le texte contient aussi des dispositions spécifiques qui ne s'appliquent qu'à certaines juridictions. Les États de l'Alabama, l'Alaska, l'Arizona, la Géorgie, la Louisiane, le Mississippi, la Caroline du Sud, le Texas et la Virginie y sont concernés en totalité. D'autres États sont couverts par cette spécificité mais seulement pour certains comtés. La géographie est basée sur ceux faisant des tests discriminatoires ou ayant une forte abstention,. Une disposition spécifique fondamentale est la Section 5, qui exige un précontrôle de certaines juridictions : ces juridictions ont l'interdiction de mettre en place des changements sur le vote sans l'aval du procureur général des États-Unis ou de la cour fédérale de district de Washington, D.C. afin de vérifier que ce changement ne discrimine aucune minorité protégée. Une autre disposition spécifique requiert que les juridictions où les minorités linguistiques sont très présentes disposent de scrutins bilingues.
La section 5 et la majorité des autres dispositions s'appliquent à des juridictions qui relèvent de critères spécifiques prescrits dans la section 4. Ceci avait pour but d'englober les juridictions imposant de sévères discriminations électorales en 1965 ; elles furent mises à jour en 1970 et en 1975. Dans l'affaire Shelby County v. Holder (2013), la Cour suprême a invalidé la liste des critères comme inconstitutionnelle, statuant qu'elle n'était plus apte à répondre aux circonstances actuelles. La Cour n'a pas invalidé la section 5, mais sans critères, celle-ci n'est plus applicable.

## Histoire législative

### Texte original

#### Sénat
Le Voting Rights Act est présenté au Congrès le 17 mars 1965 sous la nomenclature S. 1564. Il est porté conjointement par les deux chefs de partis au Sénat : Mike Mansfield, de l'Illinois pour les démocrates, et Everett Dirksen, du Montana pour les républicains. Les deux hommes avaient auparavant travaillé ensemble avec le procureur général Nicholas Katzenbach pour préparer les contours du projet. Bien que les démocrates eussent deux tiers des sièges dans les deux chambres du Congrès après les élections de 1964:49, Johnson avait peur que les Dixiecrats ne sabotent le projet, comme ils l'avaient déjà fait pour d'autres projets de droits civiques. Il convainc dès lors Dirksen de soutenir le projet et d'apporter des voix du camp républicain. Dirksen n'entendait initialement pas soutenir cette législation si peu de temps après le Civil Rights Act de 1964, mais il exprima une certaine volonté d'accepter une législation « révolutionnaire » après avoir appris les violences policières dont avaient été victimes les manifestants à Selma, menés par Martin Luther King:95–96. Étant donné le rôle clé qu'a joué Dirksen en aidant Katzenbach à rédiger la loi, celle-ci fut surnommée la « loi Dirksenbach »:96. Après que Mansfield et Dirksen ont présenté le projet de loi, 64 sénateurs acceptèrent de le porter:150, soit 46 démocrates et 20 républicains.
Le texte comportait plusieurs dispositions spécifiques qui visaient certains États et gouvernements locaux : une « formule de couverture » déterminait quelles juridictions (les « juridictions couvertes ») étaient sujettes aux autres dispositions spécifiques ; une exigence de « précontrôle » qui interdisait aux juridictions couvertes de mettre en place des modifications dans leurs procédures électorales sans avoir reçu l'aval du procureur général ou de la cour fédérale du district de Columbia garantissant que ces modifications n'étaient pas discriminatoires ; et la suspension des « tests ou autres moyens », comme les tests d'alphabétisation, dans les juridictions couvertes. Le texte autorisait l'affectation d'examinateurs fédéraux pour inscrire les votants et d'observateurs fédéraux pour surveiller les élections dans les juridictions couvertes qui imposaient une discrimination sévère. Le texte fixait l'expiration de ces dispositions spécifiques au bout de cinq ans:319–320.:520, 524.:5–6
L'étendue de la formule de couverture était matière à discussion au Congrès. La formule de juridiction s'appliquait à une juridiction si : la juridiction continuait à utiliser des « tests ou autres moyens » le 1er novembre 1964 et moins de 50 % des résidents en âge de voter de la juridiction étaient inscrits ou avaient voté lors de l'élection présidentielle du 1er novembre 1964:317. Cette formule ne s'appliqua qu'à peu de juridictions en dehors du Sud profond. Pour apaiser les législateurs qui trouvaient que la loi visait injustement les juridictions du Sud des États-Unis, la prévoyait l'interdiction générale de discrimination raciale dans les processus électoraux, qui s'appliquait à l'échelle nationale.:1352 Le texte incluait aussi des dispositions permettant à une juridiction couverte de « se soustraire » à la couverture en prouvant à la cour fédérale qu'elle n'avait pas utilisé de « test ou moyen » dans un but discriminatoire ou à effet discriminatoire pendant une période de cinq ans précédant sa requête:6. Il existait également une clause d'« addition » selon laquelle les cours fédérales pouvaient soumettre des juridictions non couvertes mais usant de la discrimination à des recours prévus dans les dispositions spécifiques:2006–2007.
Le texte est d'abord examiné par le comité judiciaire du Sénat, dont le secrétaire, James Eastland, sénateur démocrate du Mississippi, s'opposa au projet avec plusieurs autres sénateurs du Sud. Pour éviter que le texte ne meure lors de l'examen par le comité, Mansfield proposa une motion pour obliger le comité à rendre le texte d'ici au 9 avril, rapport que le Sénat adopta avec une majorité de 67 à 13:150. Pendant l'examen par le comité, Edward Moore Kennedy, sénateur démocrate du Massachusetts, tenta d'amender le texte afin d'interdire l'impôt par tête. Bien que le XXIVe amendement de la Constitution — qui interdisait l'impôt par tête dans les élections fédérales — ait été ratifié un an auparavant, l'administration Johnson et les partisans du texte n'avaient pas prévu de disposition interdisant l'impôt par tête dans les scrutins d'États parce qu'ils craignaient que les Cours n'invalident la loi comme inconstitutionnelle:521.:285 En outre, en n'incluant pas l'impôt par tête comme « test ou moyen », la formule ne couvrait pas des États comme le Texas ou l'Arkansas, atténuant ainsi l'opposition venant de ces deux États aux parlementaires influents:521. Néanmoins, avec le soutien des libéraux politiques du comité, l'amendement de Kennedy visant à interdire l'impôt par tête fut adopté par 9 voix contre 4. En réponse, Dirksen proposa un amendement qui exemptait de couverture les États dont au moins 60 % de la population était inscrite pour voter ou dont le taux de participation dépassait la moyenne nationale lors de la précédente élection présidentielle. Cet amendement, qui exemptait tous les États à l'exception du Mississippi, fut adopté lors d'une réunion du Comité à laquelle trois libéraux étaient absents. Dirksen proposa d'abandonner son amendement si l'interdiction de l'impôt par tête était levée. Finalement, le texte est rendu par le comité après un vote de 12 à 4 en faveur de celui-ci sans autres recommandations:152–153.
Le 22 avril, la totalité du Sénat commença à débattre sur le texte. Dirksen parla le premier en faveur du texte, statuant que « la législation est nécessaire si le mandat univoque du XVe amendement devait être mis en place et si la déclaration d'indépendance devait avoir du sens »:154. Strom Thurmond, sénateur républicain de la Caroline du Sud, rétorqua que cette loi mènerait « au despotisme et à la tyrannie », et Sam Ervin, sénateur démocrate de la Caroline du Nord, soutint que le texte était inconstitutionnel car il privait les États de leur droit énoncé dans la section 2 de l'article I de la Constitution selon lequel ils pouvaient établir les qualifications des électeurs et parce que les dispositions spécifiques ne ciblaient que certaines juridictions. Le 6 mai, Ervin proposa un amendement pour supprimer le déclenchement automatique de la formule de couverture et à la place de permettre aux juges fédéraux de nommer des examinateurs fédéraux pour administrer l'inscription des votants. Cet amendement fut rejeté par une majorité, avec 42 démocrates et 22 républicains ayant voté contre:154–156. Le 11 mai, après un interminable débat, l'amendement proposé par Edward Moore Kennedy pour supprimer l'impôt par tête est également rejeté par 49 voix pour et 45 voix contre. Cependant, le Sénat accepta d'inclure une disposition autorisant le procureur général à poursuivre une juridiction, couverte ou non, pour contester son usage de l'impôt par tête:156–157.:2 Un amendement proposé par Robert Francis Kennedy, sénateur démocrate de New York, donnant le droit de vote aux citoyens ignorant l'anglais mais qui ont atteint un niveau d'éducation équivalent à l'entrée au collège fut aussi adopté avec 48 voix pour et 19 voix contre. Les législateurs du Sud proposèrent une série d'amendements pour affaiblir le projet, qui sont tous rejetés:159.
Le 25 mai, le Sénat vota pour la clôture par 70 voix pour et 30 voix contre, évitant ainsi la menace d'obstruction parlementaire et limitant un plus ample débat sur le texte. Le 26 mai, le Sénat adopta la loi par 77 voix pour et 19 voix contre (47 voix de démocrates et 30 de républicains) ; seuls les sénateurs du Sud ont voté contre:161.

#### Chambre des représentants
Emmanuel Celler, représentant de l'État de New York, président de la Chambre Judiciaire de la Chambre des représentants, présenta le Voting Right Act à la Chambre des représentants le 19 mars 1965 sous la nomenclature H.R. 6400. Le comité judiciaire de la Chambre fut le premier comité à examiner le texte. Le vice-président du comité, William McCulloch, représentant républicain de l'Ohio, pourtant soutien de l'extension des droits de vote, s'opposa à la fois à la suppression de l'impôt par tête et à la formule de couverture, et mena l'opposition au sein du comité. Le comité approuva finalement le texte le 12 mai mais ne rendit son rapport que le 1er juin. Le texte incluait deux amendements apportés par le sous-comité : une pénalité pour les personnes privées qui interfèrent avec le droit de vote, et la suppression de l'impôt par tête. La suppression de l'impôt par tête obtint le support du président de la Chambre, John McCormack. Le texte fut examiné par le comité sur la réglementation, dont le président, Howard W. Smith, représentant démocrate de la Virginie, s'opposa au texte et retarda son examen jusqu'au 24 juin, date à laquelle Celler initia des procédures pour libérer le comité de l'examen du texte. Sous la pression des partisans du texte, Smith autorisa sa parution une semaine plus tard, et la Chambre commença à débattre sur le texte le 6 juillet:163.
Pour défaire le Voting Rights Act, McCulloch présenta un autre texte sous la nomenclature H.R. 7896. Il aurait autorisé le procureur général à nommer des greffiers après réception de 25 plaintes sérieuses concernant la discrimination dans une juridiction, et aurait interdit les tests d'alphabétisation pour toute personne prouvant qu'elle avait terminé l'école primaire. Le texte de McCulloch fut soutenu par le Leader de l'opposition à la Chambre Gerald Ford, représentant républicain du Michigan, et les représentants démocrates du Sud, comme alternative au Voting Rights Act:162–164. L'administration Johnson vit le texte H.R. 7896 comme une menace sérieuse à l'adoption du Voting Rights Act. Cependant, le soutien au texte H.R. 7896 s'estompa après que William M. Tuck, représentant démocrate de la Virginie, a déclaré publiquement qu'il préférait le projet H.R. 7896 parce que le Voting Rights Act permettrait légitimement aux Afro-Américains de voter. Sa déclaration ôta pratiquement tout soutien au projet H.R. 7896, qui fut rejeté par 171 voix pour et 248 voix contre le 9 juillet. Plus tard le même jour, la Chambre adopta le Voting Rights Act par 333 voix pour et 85 voix contre (démocrates : 221-61, républicains : 112-24):163–165,.

#### Comité de conférence
Les deux chambres nommèrent un comité de conférence pour résoudre les différences entre les versions issues du Sénat et de la Chambre des représentants. Un conflit majeur concernait les dispositions de l'impôt par tête; la version du Sénat autorisait le procureur général à poursuivre les États qui utilisaient l'impôt par tête pour discriminer, tandis que la version de la Chambre interdisait complètement l'impôt par tête. Devant l'impasse que représentait ce conflit, le procureur général Katzenbach modifia le langage législatif[pas clair], définissant l'impôt par tête comme inconstitutionnel et chargeant le Département de Justice de poursuivre les États qui continuaient à utiliser l'impôt par tête. Pour apaiser les membres du comité les plus libéraux, jugeant la disposition pas assez revendicatrice[pas clair], Katzenbach mobilisa l'aide de Martin Luther King, qui apporta son soutien au compromis. L'approbation de Martin Luther King mit fin au conflit et, le 29 juillet, le comité de conférence rapporta sa version du texte:166–167. La chambre adopta cette version le 3 août par 328 voix pour et 74 voix contre (démocrates : 217-54, républicains : 111-20), et le Sénat l'adopta le 4 août par 79 voix pour et 18 voix contre (démocrates : 49-17, républicains : 30-1):167,. Le 6 août, le président Johnson signa l'Act devant Martin Luther King, Rosa Parks, John Lewis et d'autres leaders du mouvement des droits civiques qui assistèrent à la cérémonie de signature:168.

### Amendements
Le Congrès a promulgué des amendements majeurs de l'Act en 1970, 1975, 1982, 1992 et 2006. Chaque amendement coïncidait avec l'expiration imminente de certaines dispositions spécifiques de l'Act. Initialement prévues pour expirer en 1970, ces dispositions spécifiques furent à chaque fois renouvelées par le Congrès en réponse à la poursuite des discriminations dans l'exercice du droit de vote:209–210.:6–8 Le Congrès étendit la formule de couverture et les dispositions liées à celle-ci, telles que l'exigence de précontrôle de la Section 5, pour cinq ans en 1970, sept ans en 1975, et 25 ans en 1982 et 2006. en 1970 et 1975, le Congrès étendit également la portée de la formule de couverture en ajoutant 1968 et 1972 comme dates de déclenchement. La couverture fut étendue une nouvelle fois en 1975 lorsque le Congrès élargit la signification de « tests et moyens » pour englober toute juridiction prévoyant des procédures électorales en langue anglaise uniquement, dans le cas où une minorité constituerait plus de cinq pour cent de la population en âge de voter.
Ces extensions amenèrent de nombreuses juridictions sous l'autorité de la formule de couverture, même en dehors du Sud. Pour alléger le poids des dispositions spécifiques modifiées, le Congrès libéralisa la procédure de sortie de couverture en 1982 en autorisant les juridictions se conformant à l'Act et agissant pour l'expansion de la  participation des minorités à sortir de la formule:523.
En plus de rééditer les dispositions spécifiques et d'étendre la formule de couverture, le Congrès modifia et ajouta plusieurs autres dispositions à l'Act. Par exemple le Congrès élargit l'interdiction des « tests ou moyens » à une échelle nationale en 1970 et la rendit permanente en 1975:6–9. En 1975, le Congrès étendit également la portée de l'Act pour protéger les minorités linguistiques des discriminations dans le vote. Le Congrès définit « les minorités linguistiques » comme « les Indiens Américains, les Asio-Américains, les Autochtones d'Alaska et les personnes d'ascendance espagnole ». Le Congrès modifia plusieurs dispositions, telles que l'exigence de précontrôle et l'interdiction générale des lois électorales discriminatoires, pour lutter contre les discriminations envers les minorités linguistiques.:199 Le Congrès promulgua également une exigence d'élection bilingue dans la Section 203, qui oblige les autorités à fournir des bulletins et des informations de vote dans le langage des minorités linguistiques dans les juridictions où elles représentent une grande proportion de non-anglophones. Initialement prévue pour durer dix ans, la Section 203 fut prolongée par le Congrès pour sept ans en 1982, étendue et réhabilitée pour quinze ans en 1992 et réhabilitée pour vingt-cinq ans en 2006.:19–21, 25, 49 Les mesures de bilinguisme demeurent controversées, car les partisans avancent que l'aide bilingue est nécessaire pour permettre aux naturalisés récents de voter et les opposants exposent que ces exigences constituent des mesures non soutenues par le gouvernement[pas clair]:26.
Plusieurs amendements répondaient aux jugements avec lesquels le Congrès était en désaccord[pas clair]. En 1982, le Congrès amenda l'Act pour retourner le jugement[pas clair] de la Cour Suprême dans l'affaire Mobile v. Bolden (1980), qui statuait que l'interdiction des discriminations dans le vote prescrite dans la Section 2 ne s'appliquait qu'en cas de discriminations intentionnelles. Le Congrès répondit en élargissant la Section 2 pour interdire explicitement toute mesure à impact raciste, indépendamment de l'intention de la mesure, raciste ou non. La majorité des litiges concernant « la dilution des votes » fut déplacée de l'autorité de l'exigence de pré-contrôle à l'autorité de la Section 2 de l'Acte:644–645. En 2006, le Congrès amenda l'Act pour renverser le jugement de deux affaires traitées par la Cour Suprême : Reno v. Bossier Parish School Board (2000) , qui interprétait l'exigence de précontrôle de la Section 5 comme interdisant uniquement les changements électoraux mis en place ou maintenus dans un but discriminatoire « rétrograde » au lieu d'interdire les changements discriminatoires de toutes sortes, et l'affaire Georgia v. Ashcroft (2003), qui établit un critère plus large pour déterminer si un plan de redécoupage électoral avait eu un effet inadmissible selon la Section 5, considérant qu'évaluer seulement si un groupe minoritaire pouvait élire ses candidats préférentiels n'était pas suffisant:207–208. En 2014, le Voting Rights Amendments Act fut présenté au Congrès pour créer une nouvelle formule de couverture et amender plusieurs autres dispositions en réponse au jugement de la Cour Suprême dans l'affaire Shelby County v. Holder (2013), qui invalida la formule de couverture comme inconstitutionnelle. Il fut renvoyé au sous-comité parlementaire sur la Constitution et la Justice Civile le 11 février 2015, mais aucune action n'en découla cette année-là.

## Critiques

### Évolution
Le mardi 25 juin 2013, la Cour Suprême l’a amputé de sa section 5, imposant jusque-là un strict contrôle fédéral sur toute tentative de modification des règles locales d’accès au vote.